# 1882 en photographie
| Années de la photographie : 1879 - 1880 - 1881 - 1882 - 1883 - 1884 - 1885    |
| Décennies de la photographie : 1850 - 1860 - 1870 - 1880 - 1890 - 1900 - 1910 |

Cet article présente les faits marquants de l'année 1882 en photographie.

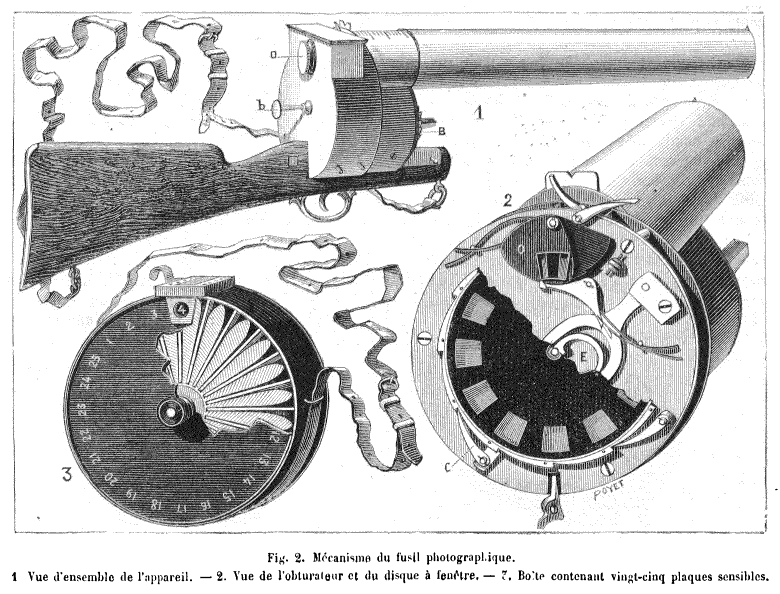
Gravure présentant le mécanisme du fusil photographique, publiée dans l'article d'Étienne-Jules Marey « Le Fusil photographique », paru dans la revue la Nature, n° 464, 22 avril 1882, p 326-330.

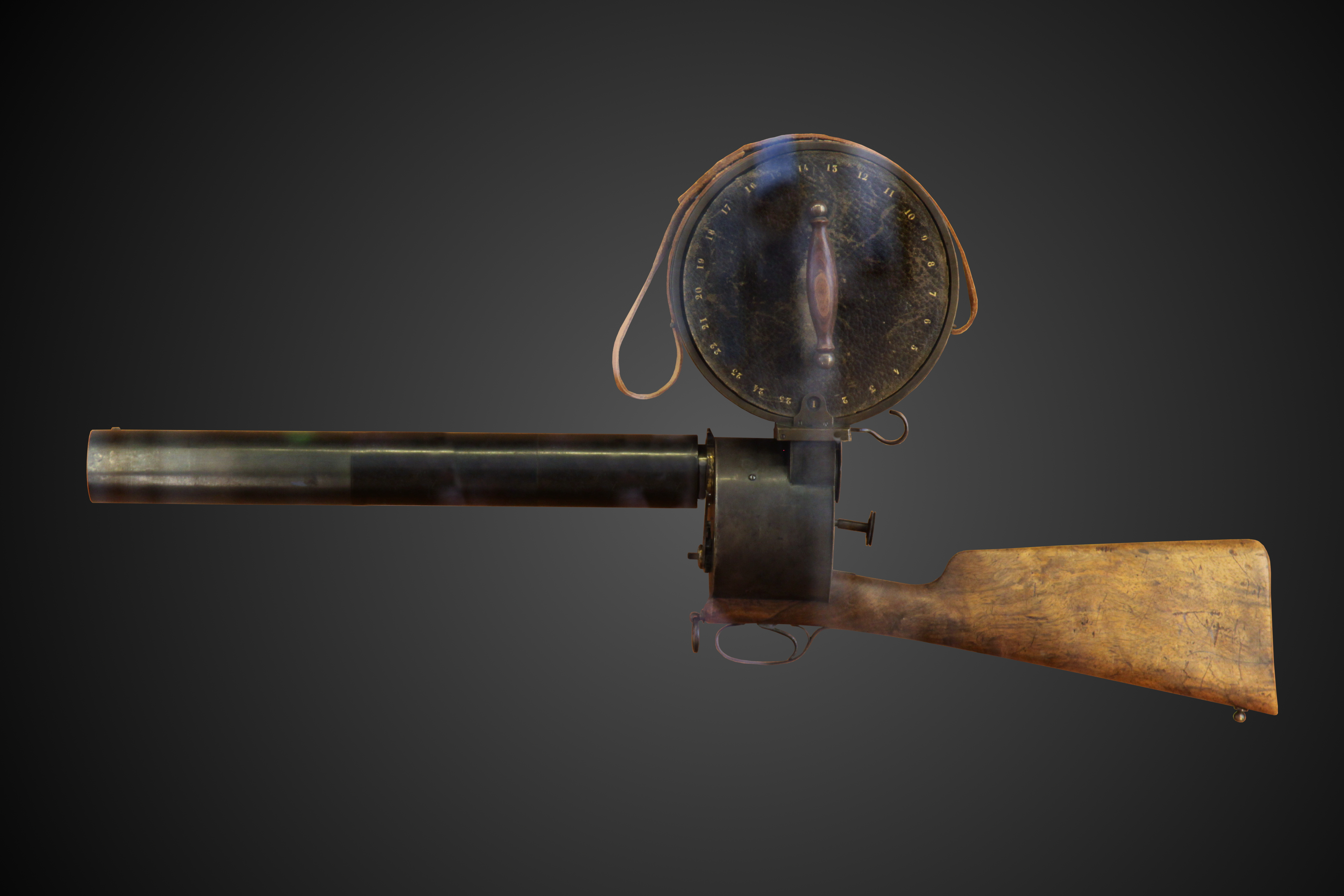
Fusil photographique de 1882 adapté à la pellicule en 1888.

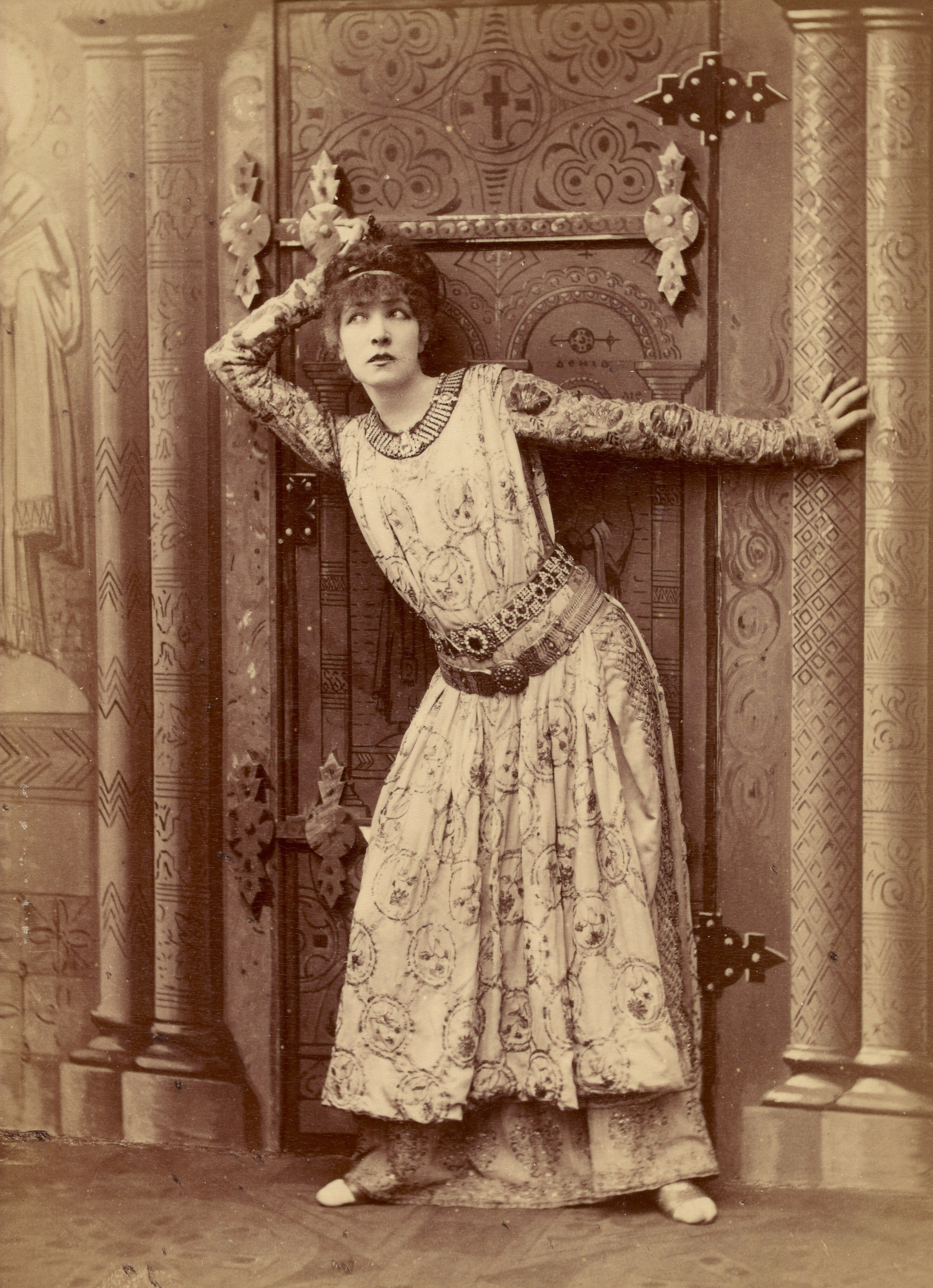
Nadar, l'actrice Sarah Bernhardt incarnant l'impératrice byzantine Théodora dans la pièce Théodora de Victorien Sardou en 1882.

## Événements
- janvier-février : Étienne-Jules Marey invente le fusil photographique, un appareil photographique muni d'une crosse semblable à celle d'un fusil traditionnel et destiné à l'observation du vol des oiseaux[2] ; il présente l'appareil le 13 mars à l'Académie des sciences[3].
- Alfred Stieglitz, dont la famille s'est intallée en Allemagne, étudie à l'École polytechnique de Berlin où il a pour professeur le chimiste et photographe Hermann Wilhelm Vogel qui y a créé le premier laboratoire photographique de l'école[4].
- Émile Pricam se fait construire à Genève, par les architectes Charles Boissonnas et Charles Gampert, sur le boulevard de Plainpalais, un immeuble avec de grandes verrières dans les combles, adaptées à son activité de photographe ; cet immeuble-atelier est contigu à celui des photographes Frédéric Boissonnas et Edmond-Victor Boissonnas qui le considèrent comme un rival[5].
- Alphonse Bertillon est nommé chef du service photographique de la préfecture de police de Paris.
- Albert Londe est nommé  directeur du service photographique à l'hôpital de la Salpêtrière à Paris[6].

## Photographies notables

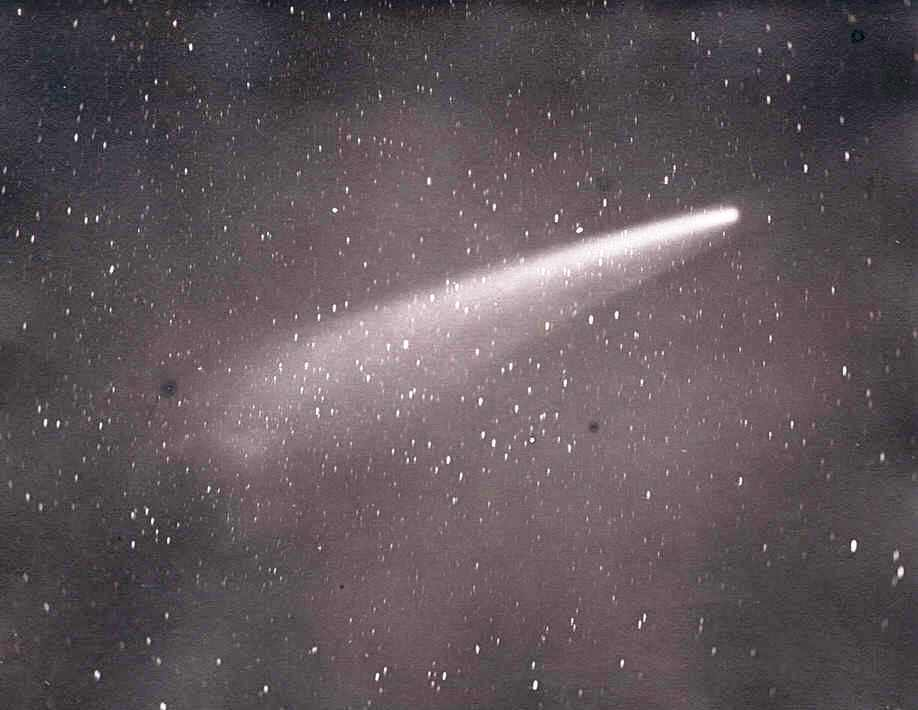
David Gill, La grande comète de septembre 1882.

- 7 novembre : l'astronome David Gill photographie la grande comète de septembre 1882 à l'observatoire du Cap en Afrique du Sud[7].

## Expositions
- août - novembre :  l’exposition de l'Union centrale des arts décoratifs rassemble à Paris 72 photographes, sur les 486 participants ; elle entend donner à la photographie une place prépondérante dans la section du livre et de l’image, avec un concours spécial destiné à récompenser le meilleur ouvrage illustré de photographies ayant trait à l’art décoratif[8].

## Prix et récompenses
- Médaille Rumford de la Royal Society : William de Wiveleslie Abney pour ses travaux sur la photographie et sa découverte de la méthode permettant de photographier la partie infrarouge du spectre.

## Naissances
- 21 janvier : Paul Bunel, photographe français, mort le 20 octobre 1918.
- 26 mai : Charles E. Mees, physicien américano-britannique et chercheur en photographie, mort le 15 août 1960.
- 29 mai : Doris Ulmann, photographe américaine, mort le 28 août 1934.
- 11 juin : Alvin Langdon Coburn, photographe américano-britannique, mort le 11 juin 1966.
- 21 juin : Yaakov Ben-Dov, photographe et cinéaste israélien, mort en 7 mars 1968.
- 2 août : Georges Chevalier, photographe français, mort le 1er mai 1967.
- 20 août : Frank-Henri Jullien, photographe suisse, mort le 18 octobre 1938.
- 1er octobre : Nikolaï Andreïev, photographe russe, mort le 13 avril 1947.
- 9 octobre : Ugo Pellis, peintre et photographe italien, mort le 17 juillet 1943.
- Date précise inconnue :
  - Edwin Harleston, photographe et photographe afro-américain, mort le 5 mai 1931.
  - Walther Dobbertin, photographe allemand, mort le 12 janvier 1961.
  - Milton Manákia, photographe et cinéaste grec et yougoslave, mort en 1964.
  - Aitarō Masuko, photographe japonais, mort en 1968.
  - Richard Throssel, photographe américain Cri, mort en 1933.

## Décès
- 4 janvier : John William Draper, chimiste et professeur d'université américain, inventeur dans le domaine de la photographie, né le 25 septembre 1834.
- 13 janvier : Louis-Rémy Robert, peintre sur porcelaine et photographe français, né le 3 octobre 1810.
- 14 janvier : Timothy O'Sullivan, photographe américain, né en 1840.
- 4 mars : Alphonse Poitevin, ingénieur-chimiste français, inventeur dans le domaine de la photographie, né le 29 août 1819.
- 24 mars : Bertall, illustrateur, caricaturiste et photographe français, né le 18 décembre 1820.
- 4 avril : Luis Léon Masson, photographe français, né le 31 juillet 1825.
- 25 mai : Adolphe Dallemagne, peintre et photographe français, né le 1er juillet 1811.
- 30 mai : Carlo Naya, photographe italien, né le 25 août 1816.
- 26 juin : Pietro Boyesen, photographe danois, né le 20 mai 1819 ou 1820.
- 30 juin : Alberto Henschel, photographe germano-brésilien, né le 13 juin 1827.
- 24 août : John Dillwyn Llewelyn, botaniste et photographe gallois, né le 12 janvier 1810.
- 25 septembre : Désiré van Monckhoven, chimiste et physicien belge, inventeur dans le domaine de la chimie photographique et pionnier de l'astrophotographie, né le 25 septembre 1834.
- 20 novembre : Henry Draper, astronome et astrophotographe américain, né le 7 mars 1837.
- 10 décembre : Alexander Gardner, photographe de guerre américain, né le 17 octobre 1821.
- 24 décembre : Henri Le Secq, peintre et photographe français, né le 16 août 1818.
- Date précise inconnue :
  - Giacomo Rossetti, peintre et photographe italien, né en 1807.